# Varennes-lès-Narcy
Varennes-lès-Narcy é uma comuna francesa na região administrativa de Borgonha-Franco-Condado, no departamento Nièvre. Estende-se por uma área de 18,55 km². Em 2010 a comuna tinha 938 habitantes (densidade: 50,6 hab./km²).